# رائول هیلبرگ
رائول هیلبرگ (انگلیسی: Raul Hilberg؛ ۲ ژوئن ۱۹۲۶ – ۴ اوت ۲۰۰۷) متولد اتریش، دانشمند، تاریخ‌نگار، کارشناس سیاسی و نویسنده آمریکایی یهودی‌تبار اهل ایالات متحده آمریکا بود.
او شناخته‌شدگی جهانی دارد و محقق هولوکاست بود. کتاب سه جلدی نابودی یهودیان اروپایی (The Destruction of the European Jews) با ۱٬۲۷۳ صفحه اثر اوست. این کتاب حاوی یک مطالعه عمیق از راه حل نهایی نازی بود.
از فیلم‌هایی که وی در آن نقش داشته، می‌توان به شوآ اشاره کرد.